# Zwarte haakpalpmot
De zwarte haakpalpmot (Gelechia senticetella) is een vlinder uit de familie tastermotten (Gelechiidae). De wetenschappelijke naam is voor het eerst geldig gepubliceerd in 1859 door Staudinger.
De soort komt voor in Europa.